# Xanthorhoe ouanguemetaria
Xanthorhoe ouanguemetaria är en fjärilsart som beskrevs av Charles Oberthür 1893. Xanthorhoe ouanguemetaria ingår i släktet Xanthorhoe och familjen mätare. Inga underarter finns listade i Catalogue of Life.